# Chrysolina tani
Chrysolina tani é uma espécie de artrópode pertencente à família Chrysomelidae.